# Thiou
Thiou je mala rijeka u francuskoj prefekturi Gornjoj Savoji i jedna od najkraćih francuskih i europskih rijeka. Zahvaljujući izvorištu u alpskom jezeru Annecyu, na 447 metara nadmorske visine, smatra se jednom od najčišćih francuskih rijeka. U većinskom dijelu svoga kratkoga toka, dugoga 3,5 kilometara, prolazi gradom Annecyem, u kojem vijaganjem i meandriranjem stvara brojne kanale.
Brojni kanali i meandri u Annecyu premošćeni su mostovima i prolazima, zbog čega se taj grad naziva "Alpskom Venecijom", a pojavljuju se i kao česti motiv na gradskim razglednicama i kao pozadina prilikom snimanja oglasa. Thiou je početkom 19. stoljeća odigrao važnu ulogu u gospodarskom razvitku svoga kraja, jer je rijeka korištena kao izvor energije i pogonsko sredstvo u vodenicama i hidroelektranama.
Ulijeva se u rijeku Fier, pritoku Rhone, i dio je razgranate mreže sredozemnog slijeva u francuskom alpskom području. Ušće rijeke nalazi se kod grada Cran-Gevriera, na 425 metara nadmorske visine. Za svoju dljuinu toka, Thiou ima razmjerno veliko porječje, površine 299 četvornih kilometara, kao i vrijednosti prosječnog površinskog istjeka, koje se kreću oko 8-8,5 kubnih metara u sekundi. Najviši vodostaj rijeka ima u kasno proljeće, kada dolazi do kopnjenja snijega u Alpama. Izravna posljedica toga je i svrstavanje u rijeke sa snježnim (alpskim) riječnim režimom, prema kojem rijeka više vode dobiva od otopljenog snijega i leda, nego od padalina. U srednjem i gornjem toku rijeka je pretežito mirnijeg toka, nego u svom donjem dijelu.